# Сухомлинська Ольга Василівна
Сухомли́нська О́льга Васи́лівна (29 вересня 1946, смт Онуфріївка, Кіровоградська область, УРСР, СРСР) — український педагог, академік Національної академії педагогічних наук України, доктор педагогічних наук (1991), професор, заслужений діяч науки і техніки України (1997), донька відомого педагога Василя Сухомлинського.

## Життєпис
Народилася у родині вчителів Василя Олександровича та Ганни Іванівни Сухомлинських. Коли їй було два роки, родина переїхала до селища Павлиш, де Сухомлинський обійняв посаду директора середньої школи.
Зкінчила Павлиську середню школу із золотою медаллю.
У 1969 р. закінчила Київський педагогічний інститут іноземних мов, факультет французької мови.
У 1973—1975 рр. працювала в міжнародному відділі бібліотеки ім. Вернадського.
У 1975—1977 рр. — викладач французької мови у Київському педагогічному інституті ім. О. М. Горького.
У 1977—1980 рр. навчалась в аспірантурі Науково-дослідного інституту педагогіки УРСР. Після її закінчення працювала спочатку молодшим, а згодом старшим науковим співробітником лабораторії методології та історії педагогіки у тому ж інституті.
У 1981 році захистила кандидатську дисертацію «Актуальні проблеми теорії виховання в сучасній Франції» (науковий керівник — Б. Л. Вульфсон, Москва).
У 1991 році захистила докторську дисертацію «Міжнародний учительський рух і боротьба за демократичну педагогіку» із спеціальності «Теорія та історія педагогіки». Очолила лабораторію методології та історії педагогіки Інституту.
У 1993—1994 рр. — заступник директора Інституту педагогіки АПН України з наукової роботи, з 1994 р. — академік-секретар Відділення теорії педагогіки Академії педагогічних наук України.
Рішенням Вченої ради Київського університету імені Бориса Грінченка від 28 квітня 2010 р. Сухомлинській присвоєно звання почесного професора Університету. Також обрана почесним професором Луганського національного університету імені Тараса Шевченка, Кіровоградського державного педагогічного університету імені Володимира Винниченка, Миколаївського національного університету імені В. О. Сухомлинського, Пекінського педагогічного університету, Тяньцзінської академії педагогічних наук (КНР).
у 1995—2001 роках була експертом від України в Комісії з проблем середньої освіти Ради Європи, у 2000—2001 рр. — експертом від України в проекті Ради Європи та Європейського Союзу «Освіта для демократії».

## Нагороди
- заслужений діяч науки і техніки України (1997)
- ордени Княгині Ольги I, II, III ступеня (2001)
- Грамота Верховної Ради України
- медаль НАПН України «Ушинський К. Д.».

## Наукова діяльність
Науковий доробок Ольги Василівни налічує понад 500 праць, серед яких монографії, навчально-методичні посібники, довідкові видання, статті в українських і зарубіжних наукових збірниках, матеріалах наукових конференцій, періодичних виданнях; понад 30 розвідок підготовлено за її наукового консультування або редагування.
Результатом наукової роботи в Науково-дослідному інституті педагогіки став навчальний посібник «Учитель у сучасному світі і його роль в демократизації освіти» (1990).
Під редакцією Сухомлинської вийшов перший в Україні посібник «Нариси історії українського шкільництва. 1905—1933» (1996).
Під науковим керівництвом Сухомлинської колектив науковців розробив «Концепцію громадянського виховання особистості в умовах розвитку української державності» (2000 р.).
Зусиллями Г. І. Сухомлинської та О. В. Сухомлинської упорядковані і видані три біобібліографічні покажчики творчої спадщини Василя Сухомлинського (1978, 1987, 2001 рр.).
Була головним редактором й автором статей журналу «Шлях освіти» (видавався у 1995—2013 рр.). Головний редактор «Історико-педагогічного альманаху» (видається з 2005 р. на базі Уманського державного педагогічного університету імені Павла Тичини).

Коло наукових інтересів
- методологія наукового дослідження,
- історія української та зарубіжної педагогіки,
- теоретико-методологічні основи історико-педагогічної науки й порівняльної педагогіки,
- біографістика,
- сухомлиністика,
- українська педагогіка періоду 20-х рр. ХХ ст.;
- теорія і практика виховання, зокрема морально-етичні засади виховання, питання громадянського, національно-патріотичного, духовного, родинного виховання.